# غيم بوي مايكرو
غيم بوي مايكرو (بالإنجليزية: Game Boy Micro)‏ هو مشغل ألعاب فيديو محمول من نينتندو صدر في سبتمبر 2005. هذا المشغل كان آخر مشغل لعائلة الغيم بوي. غيم بوي مايكرو حجمه صغير جداً ويحمل تصميم أنيق.

## التاريخ
أزيح الستار رسميا عن غيم بوي مايكرو من قبل نينتندو من نائب الرئيس الأميركي (آنذاك) للمبيعات والتسويق ,ريجي في أميه، في مؤتمر إي3 خلال مؤتمر صحفي 17 مايو 2005. أطلقت اليابان لأول مرة مايكرو في 13 سبتمبر 2005 وفي أمريكا الشمالية 19 سبتمبر 2005,بينما في أستراليا 3 نوفمبر 2005 و أوروبا 4 نوفمبر 2005. في الصين سوقت باسم (آي كيو غيم بوي مايكرو) في 1 أكتوبر 2005. ولاحقاً أطلقت في كوريا الجنوبية في 9 نوفمبر 2005. مايكرو هي اللعبة المحمولة الأخيرة التي تستخدم اسم «غيم بوي».

## التصميم والمواصفات
غيم بوي مايكرو تحتفظ ببعض وظائف غيم بوي أدفانس أس بي , ولكن يمتلك تحديثات من المصنع. مايكرو غير قادرة على لعب ألعاب غيم بوي وغيم بوي كولر وتتعارض تماما مع قارئ نيتندو الإلكتروني وبعض الأجهزة الأخرى بسبب قضايا التصميم. مايكرو أصغر حجما من سابقيها من أنظمة غيم بوي. بالإضافة إلى ذلك، يتميز بشاشة بإضاءة خلفية، مع القدرة على ضبط السطوع وذلك للتكيف مع الإضاءة. يبقى الشكل نفسه إلى مستطيل مماثل ، أكثر بساطة كحاكوم نينتدو إنترتيمنت سيستم.
- أبعاد: 17.2x101x50 مم
- حجم: 80 جم
- المعالج: 32-bit 16.8 MHz ARM
- الألوان: متعددة
- الشاشة: 51 مم. مع سطوع الإضاءة الخلفية القابلة للتعديل
- البطارية: يصل عمر البطارية إلى 5 ساعات مع الصوت و الإضاءة أو 8 ساعات

غيم بوي مايكرو لها طريقتان لفتحها: بتشغيل الحبة على الجهة اليمنى أو ضغط زر إل لمدة ويمكن أيضا ضبط السطوع لخمس مستويات.

## الإطلاق و المبيعات
غيم بوي مايكرو بيع منها 170,000 وحدة في اليوم الأول في اليابان.
وجهت أمريكا الشمالية انتقادات مع بيان رسمي في 19 سبتمبر 2005 بأن الكثير من المتاجر تجاهلت اللعبة، وبعض الوحدات بيعت متأخرة .
تم بيع 2,420,000 وحدة غيم بوي مايكرو في جميع أنحاء العالم اعتبارا من 31 مارس 2007، بما في ذلك 610,000 وحدة في اليابان، 950,000 وحدة في الأمريكتين ، و870,000 في المناطق الأخرى مثل أوروبا وأوقيانوسيا.